# Anwaltshaftung
Die Anwaltshaftung bezeichnet die Haftung des Anwalts gegenüber der eigenen Mandantschaft, seltener auch gegenüber Dritten. Der Mandant schließt mit dem Rechtsanwalt einen Anwaltsvertrag, der in der Regel eine Dienstleistung des Anwalts zum Gegenstand hat (Geschäftsbesorgungsvertrag). Für die ordnungsgemäße Erfüllung dieser Dienstleistung haftet der Anwalt gegenüber seinem Mandanten wie jeder andere Dienstleister auch. Das Rechtsgebiet, das sich mit der Anwaltshaftung befasst, nennt man Anwalthaftungsrecht.

## Pflichtverletzungen
Der Anwalt haftet für die schuldhafte Verletzung seiner aus dem Mandatsvertrag resultierenden Pflichten. Diese Pflichten bestehen vor allem hinsichtlich der rechtlichen Beratung des Mandanten, aber auch in der Vertretung. Diese Beratung und Vertretung beruht auf den Angaben des Mandanten zum Sachverhalt. Die Ermittlung des Sachverhalts ist grundsätzlich nicht Aufgabe des Anwalts. Allerdings besteht eine Informationsbeschaffungspflicht des Anwalts. Er muss daher mittels geeigneter Fragestellung den Sachverhalt für die Prüfung der Rechtslage aufbereiten. Wenn sich Widersprüche in der Darstellung des Sachverhalts oder im Vergleich zu schriftlichen Unterlagen etc. ergeben, muss der Anwalt versuchen, den Sachverhalt weiter aufzuklären. Sodann muss der Anwalt den Mandanten umfassend und erschöpfend rechtlich informieren. Die Kenntnis der aktuellen Gesetzeslage und der höchstrichterlichen Rechtsprechung ist Pflicht. Der Anwalt muss analysieren, ob und wie das gewünschte Ziel seines Mandanten erreichbar ist. Vor voraussehbaren und vermeidbaren Nachteilen hat der Anwalt den Mandanten zu bewahren. Der Anwalt hat den Grundsatz des sichersten Wegs einzuhalten, es sei denn, der Mandant möchte bewusst ein bestimmtes Risiko eingehen. Dies wird der Anwalt zu dokumentieren haben.

## Schadenersatz
Hat der Anwalt seine Pflichten aus dem Mandatsvertrag schuldhaft verletzt, so hat der Mandant oder Dritte einen Schadenersatzanspruch gegen den Anwalt, sofern ihm aus der Pflichtverletzung kausal ein Schaden entstanden ist. Zur Ermittlung des Schadens wird die sogenannte Differenzhypothese angewandt. Die Vermögenslage des Mandanten nach der Pflichtverletzung wird mit der hypothetischen Vermögenslage ohne die Pflichtverletzung verglichen. Im Ergebnis muss der Geschädigte also so stehen, wie er stünde, wenn der Anwalt seine Pflichtverletzung nicht begangen und ihn richtig beraten hätte.

## Beweislast
Der Geschädigte muss im Anwaltshaftungsprozess alle anspruchsbegründenden Tatsachen voll beweisen. Dazu gehören zum einen das Zustandekommen und der Inhalt des Mandatsvertrages. Dies kann gerade bei privaten Ratschlägen des Anwalts problematisch sein. Zum anderen muss der Geschädigte auch die Pflichtverletzung des Anwalts voll beweisen. Eine Beweislastumkehr gibt es nicht. Lediglich bei der Schadensermittlung – also wenn die Pflichtverletzung bewiesen ist – kann der Schaden durch das Gericht geschätzt werden.
Typisch für den Anwaltshaftungsprozess ist folgende Konstellation: Der Mandant beauftragt seinen Anwalt, gegen einen Schuldner des Mandanten wegen einer ausstehenden Forderung Klage zu erheben. Dabei unterläuft dem Anwalt ein Fehler, was die Abweisung der Klage zur Folge hat. Im folgenden Anwaltshaftungsprozess übernimmt nun der Anwalt die Rolle des Beklagten (Schuldner). Sofern ein Fehler des Anwalts festgestellt wird (den der Mandant beweisen muss), haftet dieser dennoch nicht, wenn er den Nachweis führt, dass die Klage auch ohne seinen anwaltlichen Fehler abgewiesen worden wäre oder die im Erstprozess eingeklagte Forderung, auch wenn sie vom Gericht zugesprochen worden wäre, beim Schuldner nicht hätte beigetrieben werden können, z. B. weil dieser nicht zahlungsfähig war.
Rät der Anwalt zu einem Prozess, der von vorneherein aussichtslos ist, etwa weil die Forderung des Mandanten verjährt und mit der Verjährungseinrede des Schuldners zu rechnen war, so haftet der Anwalt nicht auf den Wert der eingeklagten Forderung, sondern auf den so genannten „Prozesskostenschaden“. Er muss den Mandanten so stellen, wie dieser stünde, falls er den Prozess nicht geführt hätte. Da der Mandant im Prozess unterliegt und ihm die Kosten des Verfahrens auferlegt werden, bedeutet dies: Der Anwalt muss für die Gerichtskosten und die Rechtsverfolgungskosten der Gegenseite aufkommen. Seine eigene Gebührenforderung kann er wegen des gegen ihn gerichteten Schadensersatzanspruchs nicht durchsetzen. Hat der Mandant seinen Anwalt bereits bezahlt, kann er das Geld zurückverlangen.